# Globokomorsko raziskovanje
Globokomorsko raziskovanje je raziskava fizikalnih, kemijskih in bioloških razmer na morskem dnu, v znanstvene ali komercialne namene. Tovrstne raziskave je relativno mlado človekovo delovanje v primerjavi z drugimi področji geofizikalnih raziskav, saj so bile globine morja raziskovane le v novejšem obdobju. Oceanske globine so še vedno pretežno neraziskan del planeta in so relativno neodkrite.
Sodobno znanstveno globokomorsko raziskovanje se je prav začelo, ko je francoski znanstvenik Pierre Simon de Laplace raziskoval povprečne globine Atlantskega oceana z opazovanjem gibanja plimovanja ob brazilski in afriški obali. Izračunal je globino 3962 m, in ta vrednost se je kasneje izkazala dokaj natančna z merjenjem sondiranj. Kasneje, s povečanjem povpraševanja po namestitvi podmorskih kablov, je bilo potrebno natančno sondiranje, zato so bile izvedene prve raziskave morskega dna. Najprej so odkrili oblike globokomorskega življenja leta 1864, ko so norveški raziskovalci pridobili vzorec stebla morske lilije na globini 3.109 m. Britanska vlada je poslala leta 1872 ekspedicijo Challenger (ladja se je imenovala HMS Challenger), ki je odkrila 715 novih rodov in 4417 novih vrst morskih organizmov v obdobju 4 let.
Poročnik Matthew Maury je pomagal pri namestitvi prvih trans-celinskih telegrafskih kablov leta 1858 in pri tem nabral nekaj primerov globokomorskih bitij. 
Prvi instrument uporabljen za globokomorsko preiskavo je bil globinomer z utežjo, ki ga je uporabil britanski raziskovalec sir James Clark Ross.  S tem instrumentom je leta 1840 dosegel globino 3.700 metrov.  Challengerjeva odprava je uporabila podobne instrumente imenovane Baillie sondirne naprave za pridobivanje vzorcev iz morskega dna. 
Od leta 1872 do 1876 so postale študije, ki so jih izvajali britanski znanstveniki na krovu HMS Challenger, jadrnice, ki je bila preoblikovana v laboratorijsko ladjo, mejnik v raziskavah oceanov. Odprava HMS Challenger je pregledala 127.653 km in znanstveniki so zbrali na stotine vzorcev in primerkov morskega življenja ter izvedli številne hidrografske meritve. S tem je bil tudi zagotovljen prvi pravi pogled glavnih značilnosti morskega dna, kot so globoke oceanske kotline.
Globokomorsko raziskovanje je občutno napredovalo v 1900-ih zahvaljujoč vrsti tehnoloških izumov, od sonarja za odkrivanje prisotnosti predmetov pod vodo z uporabo zvoka in podvodnih plovil s posadko za globoko potapljanje, kot je bil DSV Alvin. Delovanje zasebne, neprofitne raziskovalne ustanove Woods Hole Oceanographic Institution (WHOI), je Alvin namenjala za prevoz članov posadke treh ljudi na globini 4.000 metrov. Podmornica je bila opremljena z lučmi, kamerami, računalniki in dobro premičnimi robotskimi rokami za zbiranje vzorcev v temi v globinah oceana. 
Leta 1960 sta se Jacques Piccard in poročnik ameriške mornarice Donald Walsh spustila v batiskafu Trieste v Marianski jarek, najgloblji del svetovnih oceanov, kar je bil najgloblji potop v zgodovini: 10.915 metrov.  25. marca 2012 se je v Marianski jarek spustil režiser James Cameron in prvič snemal in vzorčil dno. 

Vendar pa je vožnja na oceansko dno še vedno zanimiva izkušnja. Znanstveniki si prizadevajo najti načine za študij tega skrajnega okolja iz ladje. Z bolj prefinjeno uporabo optičnih vlaken, satelitov in daljinsko vodenih robotov, znanstveniki lahko v enem dnevu raziščejo globoko morje na računalniškem zaslonu na palubi.

## Mejniki globokomorskega raziskovanja
Ekstremne razmere v globokem morju zahtevajo zapletene metode in tehnologije, kar je bil glavni razlog, da ima tovrstno raziskovanje relativno kratko zgodovino. V nadaljevanju so pomembni ključni mejniki globokomorskega raziskovanja.
- 1521: Ferdinand Magellan poskuša izmeriti globino Tihega oceana z 2400 funtov težko vrvjo, vendar niso našli dna. [8]
- 1818: Britanski raziskovalec sir John Ross je bil prvi, ki je našel, da je v globokem morju  življenje, ko je s posebno napravo ulovil meduzo in črva na okoli 2000 m globine.
- 1843: Edward Forbes je trdil, da je raznolikosti življenja v globokem morju malo in pada z naraščajočo globino. Izračunal je, da naj ne bi bilo življenja v vodah globljih od 550 m (tako imenovana teorija Azoic hypothesis).
- 1850:. V bližini Lofotov je Michael Sars našel bogato globokomorsko favno v globini 800 m in s tem izpodbijal imenovano teorijo. [9]
- 1872-1876: Prvo sistematično raziskovanje morskih globin je vodila ekspedicija Challenger na krovu ladje HMS Challenger, vodil jo je Charles Wyville Thomson. Ta odprava je pokazala, da globoko morje skriva raznoliko, specializirano okolje in organizme.
- 1890-1898: Prva avstrijsko-madžarska globokomorska ekspedicija na krovu ladje SMS Pola, ki jo je vodil Franz Steindachner v vzhodnem Sredozemlju in ob Rdečem morju.
- 1898-1899: Prva nemška globokomorska ekspedicija na krovu ladje Valdivia, vodil jo je Carl Chun; našla je veliko novih vrst iz globin več kot 4000 m v južnem Atlantiku.
- 1912 Po trčenju z ledeno goro potone najmodernejša potniška ladja tistega časa – Titanik. Tragedija, sproži razvoj akustičnih naprav za odkrivanje objektov pod plovili.
- 1914 Prvo akustično raziskovanje morij – Reginald Fessenden, kanadski izumitelj uporabi oscilator, s katerim oddaja signal, ki se od morskega dna ali drugega objekta odbije nazaj in nam pove globino oziroma razdaljo do objekta.
- 1925 Nemška ekspedicija Meteor raziskuje Južni Atlantik s pomočjo eho sounderja.
- 1930: William Beebe in Otis Barton sta prva človeka, ki sta dosegla globoko morje, ko sta se potapljala v tako imenovani Batisferi, izdelani iz jekla. Batisfera je bila potapljaška naprava v obliki jeklene krogle, ki se je v morje spuščala po jekleni vrvi z ladje. Dosegla sta globino 435 m, kjer sta opazila meduze in kozice.
- 1934: Batisfera doseže globino 923 m.
- 1943 Jacques Cousteau in Emile Gagnan izumita oziroma prilagodita moderen regulator in potapljaško obleko in ju začneta tržiti, kar za vedno spremeni interakcijo med človekom in morjem.
- 1948: Otis Barton doda nov rekord, ki sega do globine 1370 m.
- 1954 Francoska podmornica se na zahodni obali Afrike potopi do globine 4041 m. Pilota Georges Houot in Pierre Willm tako začneta ero samostojnih podmornic s človeško posadko.
- 1960: Jacques Piccard in Don Walsh dosežeta dno Challenger Deep (Izzivalčevo brezno) v Marianskem jarku; spustita se do globine 10.740 m v svojem globokomorskem plovilu Batiskaf Trieste, kjer sta opazovala ribe in druge globokomorske organizme.
- 1961 Oceanografska Institucija Scripps prične z razvojem ‘Deep Tow System-a’, predhodnika daljinsko vodenih plovil brez posadke.
- 1977 Robert Ballard odkrije v globinah hidrotermalne ventilatorje in ekosisteme, ki niso odvisni od sončeve energije in svetlobe, energijo za življenje pa dobijo preko hidrotermalnih ventilatorjev.
- 1985 Robert Ballard in njegova ekipa na 3810 m odkrijejo razbitine Titanika, najslavnejše brodolomke v moderni zgodovini.
- 1992 S pomočjo satelita TOPEX/Poseidon se prične kartografija morske površine.
- 1995 S pomočjo satelitov se prične kartografija morskega dna.
- 2012: Plovilo Deepsea Challenger, ki ga je vodil James Cameron, je drugo potovanje s posadko in prva solo misija na dno Challenger Deep.

## Oceanografski instrumenti
Mehanski globinomer je bil eden prvih instrumentov, ki se je uporabljal za raziskave morskega dna in je bil zasnovan kot utež na vrvi ali žici naviti na boben, ki so jo spuščali na dno oceana. Britanski raziskovalec sir James Clark Ross je s tem instrumentom v 1840 dosegel globino 3.700 metrov.
Thomsonov mehanski globinomer sestavlja kompaktna vrv, ki je opremljena s posebno napravo za merjenje globine s pomočjo vrednosti tlaka na morskem dnu. Poleg uteži je na vrv pritrjeno jekleno ogrodje s stekleno cevko. Cevka je na zgornji strani zaprta, s spodnje strani pa odprta. Na morski gladini je tlak v cevki 1 bar. Ko se cevka spusti na dno, vanjo prodre voda, zrak pa se stisne. Pri dvigovanju voda izteče iz cevke. Da se ugotovi, kako daleč v cevko je prodrla voda na morskem dnu, je notranji del cevke premazan s srebrovim kromatom. Ta se pri stiku z morsko vodo obarva temno rumeno.
Globinomer, ki so ga uporabljali na HMS Challenger se nekoliko napredno imenuje "Baillie sondirni stroj". Britanski raziskovalci so raziskavo morske globine uporabljali žične sonde in zbrali na stotine bioloških vzorcev iz vseh oceanov, razen na Arktiki. Uporabljali so jih tudi na HMS Challenger kot strgače in lopatice na viseči vrvi, s katerimi bi dobili vzorce sedimentov in bioloških vzorcev iz morskega dna. 
Bolj napredna različica globinomera je s težnostno sredico. Ta omogoča raziskovalcem pridobiti vzorec plasti sedimentov iz dna oceanov. Sestavljena je iz odprte cevi s svinčeno utežjo in sprožilnim mehanizmom, ki sprosti napravo iz ležišča z visečim kablom, da se ta spušča  na morsko dno in se dotakne tal. Naprava pade na morsko dno in lahko prodre v globino do 10 m. Z dvigom se dolg, valjast vzorec izvleče in v njem je ohranjena struktura plasti morskega dna in usedlin. Odkrito sedimentno jedro znanstvenikom omogoča prikaz prisotnosti ali odsotnosti določenih fosilov v blatu, ki bi nakazovali podnebne vzorce v preteklosti, kot so ledene dobe. Vzorce globljih plasti je mogoče dobiti z napravo nameščeno v svedru. Vrtalne naprave JOIDES Resolution so opremljene za pridobivanje jeder iz globine kar 1.500 m pod oceanskim dnom. (Ocean Drilling Program). 
Po drugi svetovni vojni so bili pogosto uporabljeni eho-sondirni instrumenti (ultrazvočni globinomer) za določitev globine morskega dna. Ta instrument se uporablja predvsem za določanje globine vode s pomočjo akustičnega odmeva. Impulz zvoka poslan iz ladje se odbije od morskega dna nazaj na ladjo, časovni interval med oddajanjem in sprejemanjem je sorazmeren z globino vode. Z registracijo časovne vala na papirni trak, se pridobi kontinuirano kartiranje morskega dna. Večina morskega dna je bila preslikana na ta način. 
Drugi pomembni instrumenti za raziskovanje morskih globin, ki jih je izumil tehnološki napredek so televizijske kamere z visoko ločljivostjo, termometri, merilniki tlaka in seizmografi. Ti instrumenti so bodisi povezani na morsko dno z dolgimi kabli ali so neposredno vezani na podvodne boje. Globokomorske morske tokove lahko raziskujejo s plovci z ultrazvočno zvočno napravo, tako da je njihovo gibanje mogoče slediti iz krova raziskovalne ladje. Takšna plovila so opremljena z navigacijskimi instrumenti, kot so satelitski navigacijski sistemi in globalni sistem pozicioniranja (GPS), ki vodijo ladje v živo v položaju glede na sonar na dnu oceana. 

## Oceanograske podmornice
Zaradi visokega pritiska so globine, do katere lahko spustimo potapljača brez posebne opreme, omejene. Najgloblja zabeležena globina potapljača brez opreme je 127 m. Nove revolucionarne potapljaške obleke, kot je "JIM suit" omogoča, da potapljač doseže globino do približno 600 metrov.  Nekatere dodatne obleke imajo bočne obtežilnike za ojačajo potapljača na različnih podvodnih lokacijah. 
Za raziskavo večjih globin, morajo globokomorski raziskovalci za svojo zaščito uporabljati posebej izdelane jeklene komore. Ameriški raziskovalec William Beebe, tudi naravoslovec iz Columbia University v New Yorku, je bil oblikovalec prve praktične batisfere za opazovanje morskih vrst v globinah, ki jih potapljač ni mogel doseči.  Batisfera, kroglasta jeklena posoda, sta oblikovala Beebe in njegov kolega inženir Otis Barton, inženir na Univerzi Harvard. Leta 1930 sta Beebe in Barton dosegla globino 435 m in 923 m leta 1934. Potencialna nevarnost je bila, da če bi se kabel strgal, se potapljača ne bi mogla vrniti na površje. Med potopom je Beebe pokukal skozi lino in poročal svoje videnje po telefonu Bartonu, ki je bil na površju. 
Leta 1948 je švicarski fizik Auguste Piccard preizkusil podvodno plovilo za veliko globlje potapljanje, imenovano batiskaf. Sestoji iz sferne gondole, podobne batisferi, ki služi za namestitev posadke, naprav in instrumentov ter vzgonskega plovka, ki nosi gondolo. Na poskusnem potopu pri Zelenortskih otokih je njegov batiskaf uspešno prestal pritisk na globini 1.402 m, vendar je bil njegov trup močno poškodovan zaradi močnih valov po potopu. Leta 1954 je s tem batiskafom Piccard dosegel globino 4.000 metrov. Leta 1953 se mu je pri gradnji izboljšanega batiskafa Trieste pridružil njegov sin Jacques Piccard, ki je prišel na 3.139 metrov v novem poskusu. Ameriška mornarica je pridobila Trieste leta 1958 in ga opremila z novo kabino, ki naj bi omogočala, da dosežejo globino oceanskega jarka. Leta 1960 sta se Jacques Piccard in mornariški poročnik Donald Walsh spustila v batiskafu na najnižjo znano točko na Zemlji – Challenger Deep (Izzivalčevo brezno) v Marianskem jarku, najgloblji potop v zgodovini: 10.915 metrov.
Francoski podmorski raziskovalec J. Cousteau je zgradil batiskaf v obliki diska, danes pa se izdelujejo tudi lahki batiskafi za znanstvena razskovanja morskih globin.
Vedno večje število podvodnih plovil je zdaj na delu po vsem svetu. Ameriška DSV Alvin, ki jo upravlja oceanografski institut Woods Hole, je podmornica za tri osebe, ki se lahko potopi do okoli 3600 m in je opremljena z mehanskim manipulatorjem za zbiranje vzorcev. Alvin je svoj prvi testni potop izvedla leta 1964 in je opravil več kot 3.000 potopov na povprečne globine 1.829 m. Alvin je sodelovala tudi v različnih raziskovalnih projektih, kot je tisti, v katerem so odkrili velikanske cevaste črve na tleh Tihega oceana blizu Galapaških otokov. 

### Podmornice brez posadke
Eno od prvih brezpilotnih globokomorskih vozil je bilo razvito na Univerzi v Kaliforniji z nepovratnimi sredstvi Allan Hancock fundacije v začetku leta 1950, da bi razvili bolj ekonomičen način fotografiranja milje pod morjem brez posadke v jekleni visokotlačni 3000 lb sferi, imenovani bentograf, ki je vseboval kamere in utripajoče luči. Prvi bentograf zgrajen na USC je bil zelo uspešen pri izdelavi serije podvodnih fotografij, dokler se ni zagozdil med skale in ga ni bilo mogoče izvleči. 
Vozilo z daljinskim upravljanjem (ROV - Remote Operated Vehicles) je beležilo večjo uporabo v podvodnem raziskovanju. Te podmornice upravljajo s kablom, ki jih povezuje z ladjo na površini in lahko dosežejo globino do 6000 metrov. Novosti na področju robotike so vodile k oblikovanju avtonomnih podvodnih vozil (AUV - Autonomous Underwater Vehicles). Robotske podmornice so programirane vnaprej in ne prejemajo navodil iz površine. HROV združujejo lastnosti obeh ROV in AUV, in delujejo samostojno ali s kablom.  Argo je bila narejena v letu 1985 za iskanje razbitine RMS Titanic; manjša Jason je tudi raziskala razbitine ladje.

## Rezultati raziskav
Leta 1974 so Alvin, francoski batiskaf Archimède in francoski potapljaški krožnik Cyane, skupaj s pomožnimi ladjami in GLOMAR Challengerjem, raziskali Great Rift Valley srednje atlatskega hrbta, jugozahodno od Azorov. Naredili so okoli 5200 fotografije in nabrali vzorce relativno mlade strjene magme na vsaki strani osrednje razpoke v dolini s strmimi pobočji, kar daje dodaten dokaz, da se morsko dno na tem mestu širi približno 2,5 cm na leto. 
V seriji potopov izvedenih med 1979-1980 v galapaškem prelomu, ob obali Ekvadorja, so francoski, italijanski, mehiški in ameriški znanstveniki našli zračnike, skoraj 9 m visoke in okoli 3,7 m premera, ki so bruhali mešanico tople vode (do 300 ° C) in raztopljene kovine v temnem dimu (hidrotermalni izvir). Ti vroči izviri imajo pomembno vlogo pri oblikovanju usedlin, ki so obogatene z bakrom, nikljem, kadmijem, kromom in uranom. 